# Fulvia Franco
Fulvia Franco (ur. 21 maja 1931, zm. 1988 w Rzymie) – włoska aktorka, Miss Włoch 1948.

## Wybrana filmografia
- 1955 - Przygody Casanovy jako Bettina
- 1958 - Burza nad stepem jako Palaska
- 1964 - Niewierność jako Raffaella
- 1967 - Dwóch synów Ringo jako Margaret